# Max Baldry
Maxim Alexander Baldry (født 5. januar 1996 i London) er en engelsk skuespiller, mest kendt for rollen som Stephan i filmen Mr. Beans Ferie. Han voksede op i Moskva og Warzawa og taler russisk flydende. Hans forældre, som på grund af faderens arbejde boede i Rusland og i Polen, flyttede tilbage til Storbritannien i 2003.